# وست شاری لند (تگزاس)
وست شاری لند (به انگلیسی: West Sharyland) یک منطقهٔ مسکونی در ایالات متحده آمریکا است که در شهرستان ایدالگو، تگزاس واقع شده‌است. وست شاری لند ۶٫۰ کیلومتر مربع مساحت و ۲٬۳۰۹ نفر جمعیت دارد و ۵۲ متر بالاتر از سطح دریا واقع شده‌است.